# I Szanggi
I Szanggi (hangul: 이상기, handzsa: 李相箕, RR: Lee Sang-gi; , 1966. június 5. –) olimpiai és világbajnoki bronzérmes dél-koreai párbajtőrvívó.